# Носач авиона Џорџ Х. В. Буш (CVN-77)
{{Брод
| име = Носач авиона Џорџ Х. В. Буш (CVN-77) 
| слика = USS George H.W. Bush (CVN-77).jpg
| опис_слике =Носач авиона Џорџ Х. В. Буш
| тип = 
| класа = Нимиц класа
| каријера =  
| постављање_кобилице = 6. септембар 2003.
| поринуће = 10. јануар 2009.
| завршетак_градње = 
| служба = 11. мај 2011.
| судбина = 
| дужина = 332.8 метара
| ширина = 
| газ = 12.5 метара
| депласман = 102.000 тона стандардни депласман
 114.000 тона пуни депласман
| погон = 2 × Westinghouse A4W нуклеарни реактор
| посада = 5.680 
| наоружање = 2× Mk 29 ESSM лансер
2× -{RIM-116 Rolling Airframe Missile
}-

Авиони: максимално 90
| брзина = више од 30 чворова
}}
Носач авиона Џорџ Х. В. Буш (CVN-77) (engl. USS George H.W. Bush (CVN-77)) је амерички носач авиона на нуклеарни погон. Добио је име по 41. предсједнику САД Џорџу Х. В. Бушу, који је био морнарички пилот током Другог свјетског рата. Изградња је почела 2001. у бродоградилишту Northrop Grumman Newport News, а брод је поринут 10. јануара 2009. Укупни трошкови изградње процијењени су на 6,2 милијарде долара.
Брод је испоручен морнарици 11. маја 2009. Након тога враћен је у бродоградилиште како би се извршили још неки тестови и дораде. На прву мисију брод је испловио 11. маја 2011.